# 法伊巴赫河
法伊巴赫河是德國的河流，位於北萊茵-威斯特法倫州，河道全長22.9公里，流域面積84.9平方公里，河口處在奧伊斯基興，最終注入埃爾夫特河。
法伊巴赫河的水势较平缓，为当地农业的发展提供了充足的水源，两岸环境优美，适宜人居。